# 景东崖爬藤
景东崖爬藤（学名：Tetrastigma jingdongensis）为葡萄科崖爬藤属的植物。分布于中国大陆的云南等地，生长于海拔2,000米至2,100米的地区，多生于沟谷林中，目前尚未由人工引种栽培。